# Jeremiah (bande dessinée)
Pour les articles homonymes, voir Jeremiah.
Jeremiah est une bande dessinée de science-fiction belge créée par Hermann en 1979. 
En maintenant quarante albums, elle décrit le parcours, dans une Amérique post-apocalyptique, du vertueux héros éponyme et de son ami Kurdy, pour qui le monde est sans pitié.

## Description

### Synopsis
Aux États-Unis dans un futur indéterminé, environ vingt ans après une guerre généralisée entre les Blancs et les Noirs qui a détruit une grande partie de la civilisation. Le héros, Jeremiah, est un fils de fermier ; au départ naïf et inexpérimenté, il grandit et s'aguerrit au fil de la série en évoluant dans un univers post-atomique très chaotique (rappelant souvent le film Mad Max), tout en conservant certaines valeurs morales. Il est accompagné de Kurdy Malloy, un mercenaire sans foi ni loi, peu fiable et à la morale douteuse mais qui partage son refus viscéral de l'injustice. Le tandem est lié par des rapports d'amour-haine très perturbateurs.

### Personnages

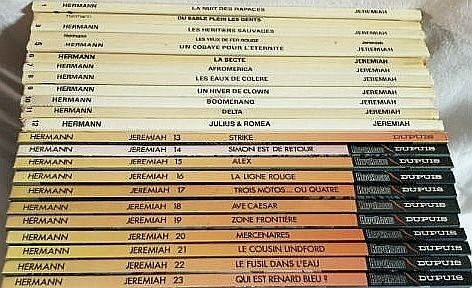
Albums 1 à 23.

- Jeremiah : on le découvre dans le premier album, survivant du massacre de tout son village Bends Hatch. Il est candide, fleur bleue, fier et idéaliste au début tant il ne connaît rien à la vie. Il évolue et s'aguerrit au fil des épisodes, au départ en gardant ses idéaux, puis en prenant beaucoup de libertés avec la moralité tant la vie l'a marqué. S'il conserve la volonté de défendre la veuve et l'orphelin ou l'opprimé, il devient parfois violent, soupe-au-lait, dragueur d'un soir, cynique et lucide. Courageux, cogneur sans pareil, mais moins bon tireur que Kurdy.

- Kurdy Malloy : peut-être est-ce lui qui a corrompu Jeremiah ? On ne sait rien de lui si ce n'est quelques bribes éparses, vagues confidences au détour d'un chemin : un père alcoolique qui le battait et peut-être abusait-il de lui sexuellement. La vie a été dure avec lui et le seul moyen de s'en sortir a été d'être encore plus dur qu'elle : il est roublard, intéressé, cynique, froid, parfois insensible (sauf aux jolies filles et à l'argent). Néanmoins, on lui découvre souvent des traits positifs comme la compassion (envers Jeremiah souvent), la pitié et l'engagement pour de nobles causes. Courageux, tireur émérite, parfois cogneur comme Jeremiah, même si sa faible constitution le conduit à avoir le dessous lors des bagarres.

- Lena : fille de famille riche, insouciante et un peu snob, tenue à l'écart de ce monde apocalyptique où s'affrontent des gangs martyrisant le peuple ordinaire, qui se retrouve d'un coup, à la mort de son père, projetée dans cette réalité violente. Elle en fera une dépression. Jeremiah a failli l'épouser, mais a finalement peur de s'engager pour des raisons peu claires. On la retrouve dans une maison de passe.

- Martha : tante de Jeremiah, elle a très mauvais caractère et incarne à elle seule une certaine Amérique : très puritaine, sectaire, hypocrite, prête à tout pour que le Bien triomphe et qui se tient tranquille tant que le Mal reste dehors ou s'essuie les pieds en rentrant. Elle déteste cordialement Kurdy qu'elle livre à ses ennemis dans Trois motos… ou quatre. Elle est rescapée du massacre de Bends Hatch et a été récupérée par Jeremiah dans Les Yeux de fer rouge. Elle habite maintenant à Langton avec son compagnon rencontré dans Afromerica.

- Stonebridge : connaissance de Kurdy, sans être un personnage très noir comme on en croise souvent dans la série, il en est néanmoins le personnage négatif récurrent : veule, avide, lâche, ridicule et dangereux à la fois. Serait l'égal de Kurdy si une malchance tenace (ou l'absence d'un Jeremiah à ses côtés?) ne le conduisait à perdre tout ce qu'il gagne (cf. Le Dernier Diamant par exemple).

### Lieux
L'action se déroule toujours aux États-Unis mais l'auteur ne cite jamais aucun nom de ville connu, comme si la guerre apocalyptique avait détruit toutes les villes connues. Dans le tome 14, Simon est de retour, il est dit que Simon Sikorsky arrive et a vécu à New York.
On peut reconnaître certains endroits (les marais de Floride des Eaux de colère ou la frontière mexicaine dans Les Yeux de fer rouge) mais sans plus.
Dès le début de la série, il semble n'y avoir que les États-Unis dans le monde de Jeremiah, mais l'album Alex montre l'apparition de Japonais, en petit nombre, qui semblent faire une reconnaissance du terrain en vue d'une invasion. On ne reparle plus d'eux par la suite.

## Analyse

### Thème
Chaque album est une histoire indépendante mais, outre une réapparition de certains personnages tout au long de la série, on peut relier certains tomes entre eux. L'originalité de la série tient en ce que l'auteur tisse très souvent chaque tome à partir d'une histoire anecdotique et indépendante des personnages principaux pour aborder en toile de fond un thème de société important et raconter un épisode de la vie de Jeremiah et de Kurdy. Il est souvent arrivé que certaines des anecdotes n’interfèrent pas du tout avec l'histoire principale ou ne se résolvent pas, comme pour montrer que Jeremiah et Kurdy n'étaient que de passage et n'avaient que peu d'impact sur leur époque ou leur entourage. Le titre de chaque tome est d'ailleurs souvent présenté après quelques pages séparant ainsi l'anecdote de l'histoire principale.
On peut retrouver plusieurs thèmes récurrents et contemporains du XXIe siècle tout au long de la série : la corruption du pouvoir ou de la justice, le despotisme éclairé et la dictature, l'esclavagisme et les sectes, la drogue, l'individualisme, la pédophilie, le racisme ou l'univers mafieux. Les thèmes sont souvent abordés de façon violente, très cynique et en mi-teinte, s'éloignant de la mode du scénario manichéen souvent prisé dans les bandes dessinées : l'injustice perdure, le pouvoir corrompu est remplacé par un contre-pouvoir encore plus perverti et les « gentils » ne gagnent pas souvent. Le cynisme brutal de Kurdy ou le réalisme triste de Jeremiah sont utilisés pour souligner le peu de foi que l'auteur semble avoir pour l'espèce humaine : ils mettent beaucoup d'énergie à gagner de vaines batailles dans des guerres perdues d'avance.

### Les femmes dans la série
Les femmes sont catégorisées tout au long de la série et apparaissent régulièrement, permettant à Hermann de souligner certains traits féminins :
- les amoureuses : par opposition aux hommes de la série, elles sont souvent plus douces et plus émotives ;
- les prostituées : utilisées comme figurantes et comme objet sexuel tout au long de la série. Elles apparaissent rarement comme faisant un métier dégradant ;
- les petites filles : symbolisent naïveté et innocence ;
- les cruelles : elles torturent, forniquent comme des hommes, volent et sont très dures.

Lena a joué un rôle prépondérant dans toutes les catégories. Tour à tour amoureuse et cruelle, elle a eu un passage « petite fille » au moment de sa dépression, pour finir prostituée.

### Style graphique
Les dessins, au tracé réaliste, sont durs, enrichis d'un modelé qui souligne les matières et les ombres. Souvent chargés de tension dramatique, ils suggèrent l'âpreté et les aspérités d'un monde post-apocalyptique. L'auteur place ses personnages dans des univers différents et extrêmes : marécages impénétrables verts et glauques, forêts pétrifiées et dépouillées, décors urbains hyper civilisés, villages « western », déserts grandioses, hivers blancs, etc.
Les femmes apparaissent très souvent « comme dans la vie », belles mais réelles, dont on voit un peu le ventre, parfois une ride ou l'autre.
À partir de Zone frontière, la technique des couleurs directes est utilisée.

## Albums
1. La Nuit des rapaces (avril 1979)
2. Du sable plein les dents (octobre 1979)
3. Les Héritiers sauvages (janvier 1980)
4. Les Yeux de fer rouge (juillet 1980)
5. Un cobaye pour l'éternité (mai 1981)
6. La Secte (février 1982)
7. Afromerica (septembre 1982)
8. Les Eaux de colère (avril 1983)
9. Un hiver de clown (novembre 1983)
10. Boomerang (octobre 1984)
11. Delta (octobre 1985)
12. Julius et Roméa (octobre 1986)
13. Strike (mai 1988)
14. Simon est de retour (septembre 1989)
15. Alex (septembre 1990)
16. La Ligne rouge (octobre 1992)
17. Trois motos… ou quatre (février 1994)
18. Ave Caesar (mai 1995)
19. Zone frontière (avril 1996)
20. Mercenaires (septembre 1997)
21. Le Cousin Lindford (octobre 1998)
22. Le Fusil dans l'eau (mars 2001)
23. Qui est Renard Bleu ? (mars 2002)
24. Le Dernier Diamant (avril 2003)
25. Et si un jour, la Terre… (avril 2004)
26. Un port dans l'ombre (octobre 2005)
27. Elsie et la rue (janvier 2007)
28. Esra va très bien (janvier 2008)
29. Le petit chat est mort (janvier 2010)
30. Fifty-Fifty (février 2011)
31. Le Panier de crabes (janvier 2012)
32. Le Caïd (février 2013)
33. Un gros chien avec une blonde (septembre 2014)
34. Jungle City (octobre 2015)
35. Kurdy Malloy et Mama Olga (septembre 2017)
36. Et puis merde (octobre 2018)
37. La Bête (septembre 2019)
38. Tu piges ? (septembre 2020)
39. Rancune (septembre 2022)
40. Celui qui manque (octobre 2023)
41. Casino céleste (octobre 2024)

## Publication

### Éditeurs
- Fleurus : tomes 1 à 4 (première édition des tomes 1 à 4)
- Novedi (Belgique) et Hachette (France) : tomes 5 à 12 (première édition des tomes 5 à 12)
- Dupuis (collection « Repérages ») : tomes 1 à 29 (première édition des tomes 13 à 29)
- Dupuis (collection « Grand Public ») : tomes 30 à 38 (première édition des tomes 30 à 38)

## Adaptations
Une série américaine de Joe Michael Straczynski, producteur exécutif et principal scénariste de la série de science-fiction Babylon 5, a été diffusée de 2002 à 2004 sur Showtime.
Intitulée Jeremiah, elle est librement inspirée de la bande dessinée : Jeremiah et Kurdy, interprétés par Luke Perry et Malcolm-Jamal Warner, se rencontrent quinze après la propagation d'un virus qui a tué tous les adultes.

### Documentation
- Renaud Chavanne, « Jeremiah ou vingt ans de politique », dans Critix n°7, Bananas BD, automne 1998, p. 25-44.
- Patrick Gaumer, « Jeremiah », dans Dictionnaire mondial de la BD, Paris, Larousse, 2010 (ISBN 9782035843319), p. 450.
- Christophe Steffan, « Être libre... », dBD, no 7,‎ mars 2007, p. 18.
- Paul Gravett (dir.), « De 1970 à 1989 : Jeremiah », dans Les 1001 BD qu'il faut avoir lues dans sa vie, Flammarion, 2012 (ISBN 2081277735), p. 408.